# The Family (serie de televisión)
The Family (en España El secreto de Adam, en Latinoamérica Secretos de Familia) es una serie de televisión estadounidense de género thriller político. La serie está creada y producida por Jenna Bans y trata del regreso del hijo pequeño de la alcaldesa, a quién se consideraba muerto después de desaparecer 10 años atrás. Se estrenó en Estados Unidos el 3 de marzo de 2016 en ABC, el 5 de junio de 2016 en Latinoamérica a través de AXN Latinoamérica y el 13 de julio de 2016 en España por Telecinco.

## Producción

### Desarrollo y grabación
El 24 de septiembre de 2014 fue confirmado por ABC la producción de una serie tratada de misterio y drama dirigida por la escritora de Jenna Bans. La serie está producida por ABC Estudios y Mandeville Televisión y el piloto fue encargado el 28 de enero de 2015.
El episodio piloto, dirigido por Paul McGuigan, empezó a filmarse el 12 de marzo de 2015 en Vancouver. Los últimos episodios fueron grabados en Nueva York en septiembre de 2015.

### Casting
El 13 de febrero se confirmó a Zach Gilford como el primer actor en ser anunciado, teniendo el rol de hermano mayor. El día 19 del mismo mes se anunció a Liam James como Adam, el chico desaparecido. El día 25 se confirma a Margot Bingham como la sargento encargada del caso. Ese mismo día se confirma a Joan Allen como la matriarca de la familia.

## Elenco y personajes

### Reparto principal
- Joan Allen como Claire Warren, matriarca de la familia Warren y alcaldesa de la ciudad ficticia de Red Pines.
- Alison Pill como Willa Warren, hija y coordinadora de prensa de Claire.
- Margot Bingham como Nina Meyer, la sargento encargada del caso que metió a Hank en prisión por el asesinato de Adam.
- Rupert Graves como John Warren, el marido de Claire y padre de Adam.
- Zach Gilford como Daniel "Danny" Warren, el hijo mayor de los Warren.
- Liam James como Adam Warren, el hijo más joven de Claire quién regresa después de ser secuestrado hace 10 años.
- Andrew McCarthy como Hank Asher, un vecino de los Warren acusado del asesinao de Adam.
- Floriana Lima como Bridey Cruz, una reportera local quién tiene conexión con Willa y Danny.

### Reparto secundario
- Grant Show como Charlie Lang, el rival democrático de Claire.
- Michael Esper como Doug Anderson, el hombre que secuestró a Adam y Ben.[14]
- Félix Solís como Gus Flores.
- Matthew Lawler como Gabe Clements.
- Zoe Perry como Jane, la novia embarazada de Doug Anderson.
- Matthew Rashid como Ryan.
- Armando Riesco como Corey Sánchez.
- Jessie Mueller como Fran, una afable empleada que conoce a Hank.[15]